# Valdemar Strack
Jens Peter Carl Valdemar Strack (30. september 1882 i København - 15. april 1958 smst) var en dansk typograf og atlet medlem af IF Sparta. Han vandt det danske meterskab på 1 dansk mil kapgang 1902. Han var Dansk Atletik Forbund's formand 1909-1910 og Danmarks Bokse-Union første formand 1915.